# Philosophy of Winter
Philosophy of Winter (в превод на български: Философия на зимата) е студиен албум на Forest Silence, издаден през 2006 година.
Произведенията в албума създават атмосфера за зимна разходка из тъмните гори, на лунна светлина, съпроводено с мрачни мелодии.

## Изпълнители
- Nagy András – китара
- Zoltán Schönberger – барабани

## Списък на песните
1. Bringer of Storm – 7:17
2. Spirits of the Winds – 6:28
3. At the Dawning of Chaos – 6:57
4. Path of Destruction – 7:21
5. Philosophy of Winter – 7:48